# Emmericher Ward
Das Naturschutzgebiet Emmericher Ward liegt auf dem Gebiet der Stadt Emmerich am Rhein im Kreis Kleve in Nordrhein-Westfalen.
Das Gebiet erstreckt sich südwestlich der Kernstadt Emmerich am Rhein direkt an der westlich verlaufenden Staatsgrenze zu den Niederlanden und direkt am südlich fließenden Rhein. Nördlich des Gebietes verläuft die B 8, östlich die B 220, und nordwestlich erstreckt sich das 30,7 ha große Naturschutzgebiet Die Moiedtjes.

## Bedeutung
Für Emmerich am Rhein ist seit 1981 ein 308,64 ha großes Gebiet unter der Kenn-Nummer KLE-012 als Naturschutzgebiet ausgewiesen. Das Gebiet wurde unter Schutz gestellt, um die natürlichen Lebensräume sowie die wildlebenden Tiere und Pflanzen zu erhalten.